# Nokian Tyres
Nokian Tyres (fino al 1997 Nokian Renkaat Oyj) è un produttore finlandese di pneumatici. 
La produzione avviene nella fabbrica di Nokia in Finlandia (dove vi è anche la sede principale); lo stabilimento di Vsevoložsk in Russia risulta essere stato integralmente dismesso a seguito dell'invasione dell'Ucraina del 2022.

## Storia dell'azienda
Nel 1898 venne fondata la società specializzata nel lavoro della gomma che troverà sede nella città di Nokia. 
Nel 1925 iniziò la produzione di pneumatici per biciclette e 7 anni dopo iniziò la produzione di quelli per automobili. Era il 1934 quando l'azienda, per soddisfare le richieste dei clienti che si trovavano a fronteggiare condizioni meteo nordiche, realizzò il primo pneumatico invernale per autocarro. Solo 2 anni dopo Hakkapeliitta Neve vince la sfida su strade innevate: era l'anno del lancio degli pneumatici Hakkapeliitta. 

Nel 1945 venne costruita una nuova fabbrica a Nokia, mentre nel 1959 venne aperta una società di marketing in Svezia, la Finska Gummi AB, diventata poi Nokian Däck AB. Nel 1967 venne fondata la divisione gomma, cavi e carta della Nokia Corporation. Negli anni a seguire la fabbrica fu ampliata e iniziò la produzione di pneumatici da bicicletta e camere d'aria a Lieksa. 

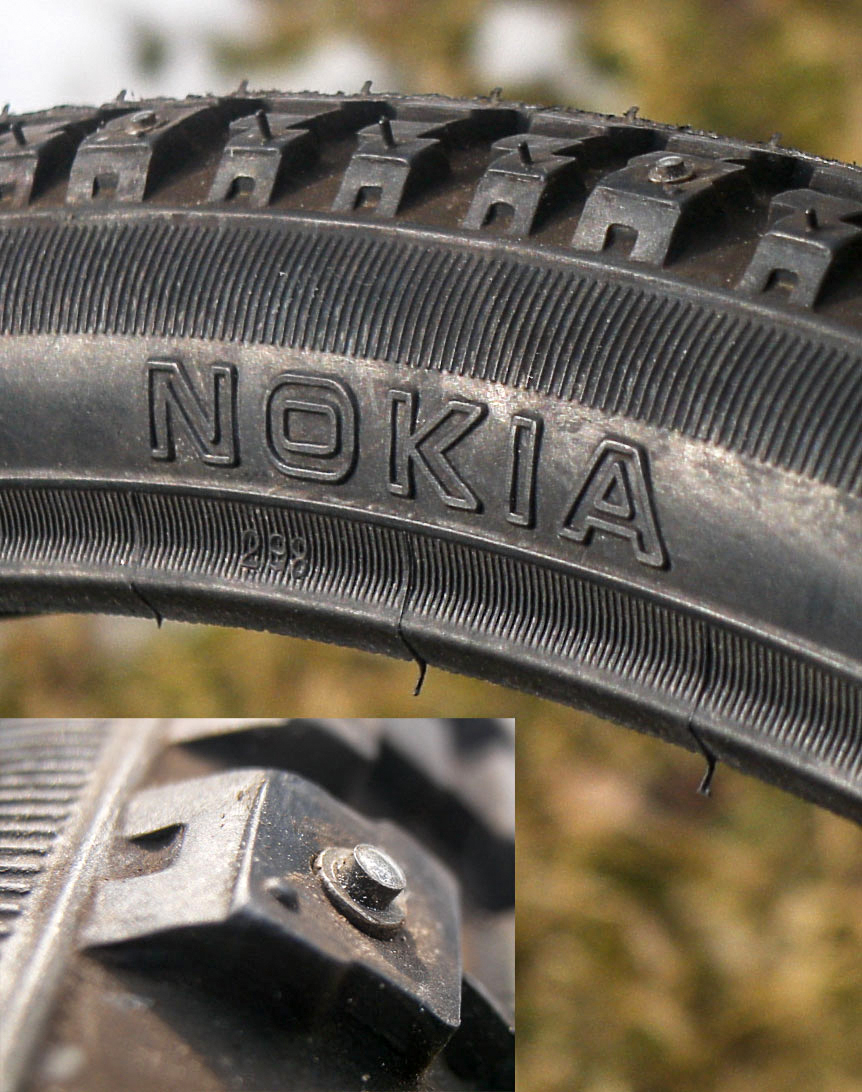
Pneumatico Nokia

Nel 1978 venne aperta una società di marketing in Norvegia, Norsk Traktorkompani A/S, diventata poi Nokian Dekk AS. Nel 1980 venne aperta una società di marketing in Canada, Nokia Products Ltd., e poi in Nord America, Nokian Tyres North America Ltd.; due anni dopo venne aperta una società di marketing in Germania, Nokia GmbH, diventata poi Nokian Reifen GmbH. Nel 1986 l'azienda dimostrò di voler fare sul serio con l'apertura del centro prova più settentrionale al mondo a Ivalo, nella Lapponia finlandese, a nord del circolo polare artico. 
Nel 1988 venne fondata la Nokian Tyres Limited e l'anno successivo venne aperta una società di marketing in Svizzera, la Nokian Reifen AG. Nel 1995 Nokian entrò in borsa venendo quotata alla borsa di Helsinki. L'azienda venne ampliata ulteriormente negli anni a venire, arrivando a diffondersi in Finlandia ed Estonia con il nome di Vianor. Nel 2002 venne costruito a Nokia il nuovo centro logistico, ma l'anno successivo la Nokia decide di uscire dalla proprietà di Nokian Tyres per specializzarsi nel ramo telecomunicazioni. 
Nel 2005 iniziò la produzione nella seconda fabbrica Nokian a Vsevoložsk in Russia. Nello stesso anno l'azienda raggiunse l'obiettivo di essere il primo produttore di pneumatici al mondo ad utilizzare oli poco inquinanti durante la produzione. Negli anni successivi l'azienda aprì nuove sedi in Ucraina e Repubblica Ceca. 
Nel 2006 venne realizzato lo pneumatico forestale Nokian Forest Rider: il primo pneumatico forestale radiale per CTL macchine forestali al mondo. L'anno successivo l'azienda si ampliò anche in Kazakistan con il nome TOO Nokian Tyres.
Dopo che nel 2008 l'azienda realizzò Nokian Hakkapeliitta R, uno pneumatico invernale con bassa resistenza al rotolamento, nel 2009 Nokian fu vincitore dei test sugli pneumatici chiodati, Hakkapeliitta 7 con tecnologia Air Claw.
Nel 2010 la società si sviluppò in Bielorussia, Nokian Shina LLC, mentre nel 2011 ha aperto la società di Marketing Nokian Tyres Trading (Shanghai) Co. Ltd in Cina. 
Oggi l'azienda produce prodotti adatti alle esigenze dei clienti, sviluppati per le condizioni estreme dei paese nordici: pneumatici invernali, pneumatici forestali e agricoli e pneumatici per veicoli pesanti e autobus. 
La produzione avviene nelle fabbriche a Nokia in Finlandia ed in Russia a Vsevoložsk, ma l'azienda conta su fornitori esterni in Indonesia, Cina, Slovacchia, India, Spagna e USA. Sono presenti filiali in Svezia, Norvegia, Germania, Svizzera, Russia, Ucraina, Kazakistan, Repubblica Ceca e Stati Uniti d'America, mentre negli altri paesi operano importatori indipendenti.

## Record
Il nuovo record mondiale di velocità per automobili sul ghiaccio è stato stabilito dal test driver di Nokian Tyres, Janne Laitinen, che ha raggiunto i 331,610 km/h sul Golfo di Botnia ad Oulu, in Finlandia. Il record è stato battuto il 6 marzo su un tratto ghiacciato di 14 km con temperature particolarmente rigide, utilizzando sull'auto che ha battuto il record pneumatici chiodati Nokian Hakkapeliitta 7 (versione 255/35 R20 97T XL).